# The Legend of Jimmy Blue Eyes
The Legend of Jimmy Blue Eyes è un cortometraggio del 1964 diretto da Robert Clouse.

## Trama
La leggenda trombettista jazz a Storyville.

## Riconoscimenti
Il cortometraggio è stato proiettato al Festival di Cannes del 1965. Clouse ha vinto un Golden Globe per il film, nominato per l'Oscar al miglior cortometraggio.